# Copa del Rei de futbol 1998-99
La Copa del Rei de Futbol 1998-99 és l'edició número 95 d'esta competició. Es va disputar amb la participació d'equips de Primera, Segona, Segona B i Tercera divisió, excepte els equips filials d'altres clubs.
El campió, per sisena vegada en la seua història, va ser el València, en vèncer en la final disputada en La Cartoixa de Sevilla davant l'Atlètic de Madrid per 3 gols a 0. Era el primer títol que l'equip valencianista aconseguia des de la Supercopa d'Europa de 1980.
En la competició es va enfrontar a rivals com el Llevant UE, el FC Barcelona i el Reial Madrid. En l'enfrontament de quarts, va eliminar el Barcelona després de dos igualats partits, on Mendieta va marcar un gol espectacular en l'enfrontament del Camp Nou. En semifinals, el València va vèncer a Mestalla al Reial Madrid per 6-0. Aquell resultat és la major victòria del València CF davant el Reial Madrid, així com la major derrota del club madrileny en tota la història de la competició. L'afició valencianista va dedicar als seus rivals el càntic "Vosaltres sou San Marino", a ritme de Guantanamera, en referència a una derrota soferta per la xicoteta selecció davant Espanya en un partit disputat pocs dies abans en el Madrigal.
La final es va disputar el 26 de juny en l'Estadi de la Cartoixa, amb dos gols de Claudio López i un altre gol espectacular de Gaizka Mendieta.

## Primera ronda
| Equip 1                         | Resultat global | Equip 2              | Anada | Tornada |
| ------------------------------- | --------------- | -------------------- | ----- | ------- |
| Universidad de Las Palmas       | 2 - 3           | SD Compostela        | 1 - 1 | 1 - 2   |
| CD Lealtad                      | 2 - 4           | Sporting de Gijón    | 2 - 1 | 0 - 3   |
| CD Lalín                        | 1 - 4           | UD Las Palmas        | 1 - 0 | 0 - 4   |
| Cultural Leonesa                | 3 - 3           | CD Numancia (v.)     | 2 - 2 | 1 - 1   |
| Noja                            | 0 - 4           | Osasuna              | 0 - 1 | 0 - 3   |
| SD Beasain (v.)                 | 1 - 1           | SD Eibar             | 0 - 0 | 1 - 1   |
| CD Calahorra                    | 1 - 3           | CD Ourense           | 1 - 1 | 0 - 2   |
| Jerez                           | 4 - 3           | Rayo Vallecano       | 2 - 2 | 2 - 1   |
| San Sebastián de los Reyes (v.) | 2 - 2           | CP Mérida            | 1 - 0 | 1 - 2   |
| CD Móstoles                     | 1 - 4           | Badajoz              | 1 - 2 | 0 - 2   |
| Conquense                       | 0 - 4           | Albacete Balompié    | 0 - 3 | 0 - 1   |
| Talavera                        | 3 - 1           | CD Toledo            | 1 - 1 | 2 - 0   |
| Real Jaén                       | 1 - 3           | Sevilla FC           | 1 - 1 | 0 - 2   |
| Algeciras CF                    | 1 - 3           | Recreativo de Huelva | 1 - 0 | 0 - 3   |
| Xerez CD                        | 1 - 3           | Màlaga CF            | 2 - 1 | 0 - 2   |
| Cadis CF                        | 4 - 3           | Granada CF           | 2 - 2 | 2 - 1   |
| Elx CF                          | 2 - 1           | Hèrcules CF          | 1 - 0 | 1 - 1   |
| UE Lleida                       | 4 - 1           | Águilas CF           | 3 - 0 | 1 - 1   |
| Terrassa FC                     | 2 - 4           | Llevant UE           | 1 - 1 | 1 - 3   |
| Palamós CF                      | 2 - 4           | Benidorm             | 1 - 1 | 1 - 3   |

## Segona ronda
| Equip 1                    | Resultat global | Equip 2              | Anada | Tornada |
| -------------------------- | --------------- | -------------------- | ----- | ------- |
| CD Ourense                 | 0 - 0 (3-4)     | Sporting de Gijón    | 0 - 0 | 0 - 0   |
| UD Las Palmas              | 2 - 1           | SD Compostela        | 2 - 0 | 0 - 1   |
| Tropezón                   | 0 - 4           | UE Lleida            | 0 - 0 | 0 - 4   |
| Barakaldo CF               | 2 - 5           | CD Numancia          | 0 - 2 | 2 - 3   |
| SD Beasain                 | 3 - 1           | CD Logroñés          | 3 - 1 | 0 - 0   |
| CE Binèfar                 | 0 - 2           | CA Osasuna           | 0 - 0 | 0 - 2   |
| San Sebastián de los Reyes | 4 - 3           | Albacete Balompié    | 2 - 1 | 2 - 2   |
| Talavera (v.)              | 1 - 1           | CD Leganés           | 0 - 0 | 1 - 1   |
| Elx CF                     | 2 - 3           | Benidorm             | 1 - 1 | 1 - 2   |
| Cartagonova                | 1 - 6           | Llevant UE           | 0 - 2 | 1 - 4   |
| Cadis CF                   | 1 - 6           | Màlaga CF            | 1 - 3 | 0 - 3   |
| Jerez                      | 0 - 1           | Recreativo de Huelva | 2 - 1 | 1 - 0   |
| AD Ceuta                   | 1 - 3           | Badajoz              | 0 - 1 | 1 - 2   |
| CP Cacereño                | 2 - 6           | Sevilla FC           | 0 - 4 | 2 - 2   |

## Tercera ronda
| Equip 1                    | Resultat global | Equip 2             | Anada | Tornada |
| -------------------------- | --------------- | ------------------- | ----- | ------- |
| Llevant UE                 | 0 - 0 (4-1)     | CF Extremadura      | 0 - 0 | 0 - 0   |
| Sevilla FC                 | 2 - 0           | UD Salamanca        | 0 - 0 | 2 - 0   |
| San Sebastián de los Reyes | 2 - 4           | CD Tenerife         | 2 - 0 | 0 - 4   |
| Sporting de Gijón (v.)     | 3 - 3           | Reial Saragossa     | 1 - 1 | 2 - 2   |
| Màlaga CF                  | 3 - 5           | Reial Valladolid    | 1 - 2 | 2 - 3   |
| UD Las Palmas (v.)         | 2 - 2           | Alavés              | 0 - 0 | 2 - 2   |
| Talavera                   | 0 - 4           | Vila-real CF        | 0 - 1 | 0 - 3   |
| CD Numancia                | 1 - 2           | Racing Santander    | 0 - 1 | 1 - 1   |
| Jerez                      | 2 - 6           | Deportivo La Coruña | 1 - 3 | 1 - 3   |
| Badajoz                    | 4 - 1           | Real Oviedo         | 3 - 1 | 1 - 0   |
| UE Lleida                  | 1 - 3           | Osasuna             | 1 - 1 | 0 - 2   |
| SD Beasain                 | 0 - 1           | Benidorm            | 0 - 0 | 0 - 1   |

## Quarta ronda
| Equip 1             | Resultat global | Equip 2           | Anada | Tornada |
| ------------------- | --------------- | ----------------- | ----- | ------- |
| Vila-real CF        | 5 - 3           | Sevilla FC        | 2 - 2 | 3 - 1   |
| CD Tenerife         | 2 - 2           | Benidorm (v.)     | 2 - 2 | 0 - 0   |
| Deportivo La Coruña | 2 - 1           | Sporting de Gijón | 1 - 1 | 1 - 0   |
| Racing Santander    | 2 - 1           | Osasuna           | 2 - 0 | 0 - 1   |
| Reial Valladolid    | 2- 2 (11-10)    | Badajoz           | 1 - 1 | 1 - 1   |
| UD Las Palmas       | 0 - 1           | Llevant UE        | 0 - 1 | 0 - 0   |

## Vuitens de final
| Equip 1          | Resultat global | Equip 2                   | Anada | Tornada |
| ---------------- | --------------- | ------------------------- | ----- | ------- |
| Reial Madrid     | 4 - 0           | Vila-real CF              | 2 - 0 | 2 - 0   |
| RCD Espanyol     | 6 - 4           | Reial Valladolid          | 4 - 2 | 2 - 2   |
| RC Celta de Vigo | 1 - 2           | RC Deportivo de La Coruña | 0 - 1 | 1 - 1   |
| Athletic Club    | 2 - 3           | Racing de Santander       | 2 - 2 | 0 - 1   |
| Llevant UE       | 0 - 4           | València CF               | 0 - 3 | 0 - 1   |
| Benidorm CD      | 0 - 4           | FC Barcelona              | 0 - 1 | 0 - 3   |
| Reial Societat   | 2 - 2           | Atlètic de Madrid         | 1 - 2 | 1 - 0   |
| Reial Betis      | 0 - 2           | RCD Mallorca              | 0 - 1 | 0 - 1   |

## Quarts de final
| Equip 1             | Resultat global | Equip 2                   | Anada | Tornada |
| ------------------- | --------------- | ------------------------- | ----- | ------- |
| Racing de Santander | 2 - 7           | Reial Madrid              | 2 - 6 | 0 - 1   |
| Atlètic de Madrid   | 6 - 2           | RCD Espanyol              | 2 - 1 | 4 - 1   |
| RCD Mallorca        | 1 - 2           | RC Deportivo de La Coruña | 1 - 1 | 0 - 1   |
| FC Barcelona        | 5 - 7           | València CF               | 2 - 3 | 3 - 4   |

## Semifinals
| Equip 1           | Resultat global | Equip 2                   | Anada | Tornada |
| ----------------- | --------------- | ------------------------- | ----- | ------- |
| València CF       | 7 - 2           | Reial Madrid CF           | 6 - 0 | 1 - 2   |
| Atlètic de Madrid | 1 - 0           | RC Deportivo de La Coruña | 0 - 0 | 1 - 0   |

## Final
| Atlètic de Madrid | 0 - 3 | València CF                                          |
| ----------------- | ----- | ---------------------------------------------------- |
|                   |       | Claudio López 22' · Mendieta 33' · Claudio López 81' |

## Campió
| Campions de la Copa d'Espanya 1998-99 |
| ------------------------------------- |
| · València Club de Futbol · 6é títol  |